# Grammosolen
Genre
Grammosolen est un genre de plantes de la famille des Solanaceae. Il comprend deux espèces originaires d'Australie.

## Liste d'espèces
Selon NCBI (24 mars 2012) :
- Grammosolen dixonii
- Grammosolen truncatus